# Don Quijote (ópera de Halffter)
Don Quijote es una ópera con música de Cristóbal Halffter y libreto de Andrés Amorós basado en el arquetipo creado por Miguel de Cervantes y en varios poetas españoles a partir de una idea escénica del compositor. Su estreno absoluto tuvo lugar en el Teatro Real de Madrid el 23 de febrero del 2000. Está estructurada en un solo acto dividido en un prólogo, seis escenas y un breve final. La duración total de la obra es de 115 minutos.

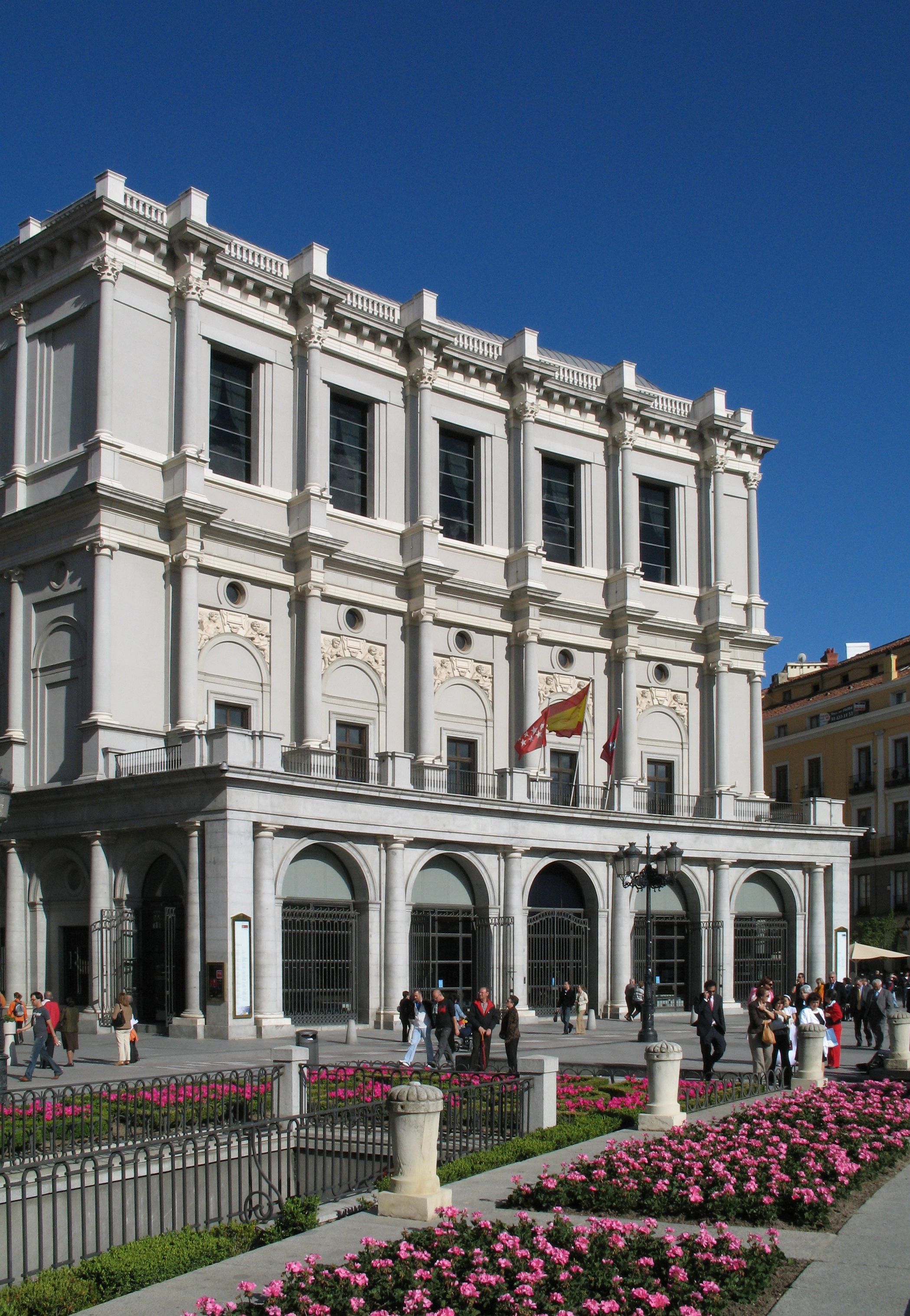
Teatro Real de Madrid, escenario del estreno de la ópera Don Quijote, de Halffter, en el año 2000.

## Comentario crítico
La obra, compuesta entre diciembre de 1996 y mayo de 1999, y estrenada cuando el compositor contaba 69 años de edad, daba cumplimiento al sueño de escribir una ópera gestado a lo largo de su vida. Es, por tanto, una obra de madurez que aúna la experiencia y las grandes dotes musicales del compositor. La intención argumental es hacer meditar al espectador sobre la importancia de las grandes metas, por utópicas que sean, en el tiempo actual. Para ello se confronta a los dos personajes principales, Don Quijote y su creador Cervantes, quienes manifiestan sus razones y sinrazones en diálogo salpicado de citas musicales de los más destacados compositores renacentistas, como, Juan del Encina o Antonio de Cabezón y de versos de grandes poetas como Jorge Manrique, San Juan de la Cruz, Pedro Salinas y Antonio Machado, todos ellos españoles, recalcando un afán hispano de una obra concebida también en homenaje al cuarto centenario de Don Quijote de la Mancha, que se celebraría en 2005.
El hecho de que se trate de protagonistas tan conocidos hace innecesario presentarlos y describirlos. Los autores entran inmediatamente en materia, aunque sí recurren a las escenas más archifamosas, por no decir tópicas, del personaje cervantino (los gigantes que son molinos y las ovejas que son ejércitos). La tensión dialéctica entre represión y libertad es una constante en la obra, mostrándose bajo diversos modos de posiciones antagónicas, a menudo implícitas: ignorancia y conocimiento, cordura y locura, realismo y fantasía, colectividad e independencia, vida y muerte. Se suceden situaciones de profundo intimismo y otros de exuberancia. Según la tensión del momento, la orquesta, siempre partícipe del diálogo, subraya o contradice a los personajes. En realidad el producto final está muy alejado del humor del manco de Lepanto. Es mucho más próximo al caos y sufrimiento del neorrealismo y otros movimientos culturales del siglo XX.
El propio Cristóbal Halffter escribe: 

El compositor debe elegir los momentos de máxima tensión de su obra según exijan las condiciones del libreto o la secuencia armónica que haya seguido. También hay que tener en cuenta que tras los momentos de mayor tensión debe haber fragmentos relajados; es tan necesario para el público como para los músicos. En una ópera, la tensión o distensión musical debe ir unida, por supuesto, a los momentos trágicos que tienen lugar en el escenario. El director de escena tiene que saber cómo conseguir mayor dramatismo y credibilidad cuando sea necesario. La densidad es un concepto de vital importancia a la hora de hablar de momentos culminantes. Se puede tener una densidad de sonido enorme en un "pianísimo" si está tocando toda la orquesta, por ejemplo, con una figuración muy rápida o, por el contrario, un fortísimo en el que la densidad sea baja o moderada
¿Cómo escribí el Quijote? Por C.Halffter

La obra fue compuesta bajo el mecenazgo de Caja Duero.

## Personajes
- Dulcinea, soprano
- Aldonza, soprano
- Sancho, tenor
- Cervantes, barítono
- Don Quijote, barítono
- Moza 1 - Sobrina, soprano
- Moza 2 - Moza, mezzo-soprano
- Moza 3 - Ama, alto (intermedia entre mezzo-soprano y contralto)
- Ventero - Barbero, tenor
- Mozo 1 - Licenciado, barítono
- Mozo 2 - Cura, bajo
- Coro

## Representaciones
El estreno fue precedido por la representación en 1997 de un amplio fragmento -que técnicamente puede ser considerado como una suite- con el nombre de 'La del alba sería...', extraída de la obra general.
En el estreno en Madrid, la dirección musical fue de Pedro Halffter Caro a cargo del Coro y Orquesta Sinfónica de Madrid. Pedro Halffter, hijo del compositor, por esas fechas no había cumplido los 30 años pero había dirigido ya destacadas orquestas europeas. La puesta en escena fue responsabilidad del ya consagrado Herbert Wernicke, famoso por sus escenografías originales, mágicas e irreverentes. Fue uno de sus últimos trabajos.
En 2003  se graba la obra en dos CD en el Auditorio Nacional de Música con la Orquesta Sinfónica de Madrid y el Coro Nacional de España, dirigidos por Pedro Halffter. En 2004 se estrenó en Alemania, concretamente en Kiel, así como en Austria (Viena). En cuanto al estreno mundial de la versión concierto, tuvo lugar en el Teatro Calderón de Valladolid el 16 de septiembre de 2005. Al día siguiente se presentó en Auditorio Ciudad de León.

## Grabaciones
- Sello: Glossa. N.º Catálogo: GSP98004. Intérpretes: Josep Miquel Ramón, Enrique Baquerizo, Eduardo Santamaría, Diana Tiegs y María Rodríguez. Coro Nacional de España, Orquesta Sinfónica de Madrid, Dirección: Pedro Halffter Caro. 2 CD. 13 de septiembre de 2004.

- Datos: Q5813245